# Konrad Hornschuch
Friedrich Konrad Hornschuch (* 13. September 1864 in Fürth; † 31. Oktober 1943 in Eßlingen am Neckar) war ein deutscher Unternehmer und Gründer der Konrad Hornschuch AG. Für seine unternehmerischen und sozialen Verdienste wurde er vielfach ausgezeichnet, u. a. als Ehrensenator der Technischen Hochschule Stuttgart und als Ehrenbürger von Unterurbach. 

## Leben
Er war ein Sohn des Unternehmers Heinrich Hornschuch (1838–1912) und besuchte die Volksschule und die Handelsschule in Fürth, anschließend absolvierte er eine handwerkliche Ausbildung in der Handweberei in Weißenstadt und an der Webschule in Heidenheim. Danach war er im väterlichen Unternehmen Weber & Ott in Fürth und in der Baumwollweberei in Zöschlingsweiler tätig. 1887 wurde er Teilhaber von Weber & Ott. Im selben Jahr heiratete er Luise Mathilde geb. Leuze (1866–1951), die Tochter des württembergischen Unternehmers Christoph Adolf Leuze. 
Als der väterliche Betrieb Weber & Ott 1905 in eine Familien-Aktiengesellschaft umgewandelt wurde, trat Konrad Hornschuch aus dieser aus und gründete mit Hilfe der Familie Leuze in Urbach ein eigenes Unternehmen, die heutige Konrad Hornschuch AG. Das Unternehmen war bei seiner Gründung eine reine Spinnerei, bald kamen auch Weberei, Näherei und Färberei hinzu. In den 1920er Jahren übernahm Hornschuch noch ein Werk in Weißbach bei Künzelsau, in dem Kunstleder und Kunstleinen hergestellt wurden und wo sich heute der Unternehmenssitz befindet. Außerdem war Konrad Hornschuch 1920 zusammen mit Hermann Schweitzer Gründer der Württembergische Frottierweberei Lustnau in Tübingen.
Für seine unternehmerische Leistung wurde Hornschuch vielfach ausgezeichnet. 1923 wurde er zum Ehrensenator der Technischen Hochschule Stuttgart ernannt, 1931 zum Ehrenbürger von Unterurbach. Auch posthum wurde er noch mehrfach geehrt. 1944 wurde die Hornschuchstraße in Tübingen, 1953 die Konrad-Hornschuch-Straße in Urbach nach ihm benannt.
Seiner Ehe entstammten zwei Kinder: Willy (1889–1962), der die Geschäfte des Vaters weiterführte, und Margaretha Elisabeth (* 1892), die 1912 den Maschinenbauingenieur und späteren technischen Betriebsleiter der Hornschuch-Werke in Urbach, Curt Dimler, heiratete.